# Samsung S5560

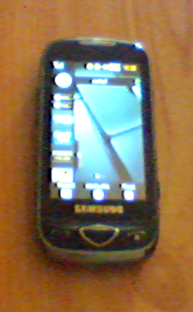
Samsung S5560

Samsung S5560 también conocido como Too-Cool, esta versión del teléfono celular se incorpora un módulo WI-FI, trae incorporada una cámara de 5MP con Flash y auto-focus, graba video y tiene un zum digital de 4x, además una clavija de audífono 3.5mm y reconocimiento de escritura a mano.
Admite juegos extensión Java, widgets en la pantalla inicial, edición de video, editor de fotos y trae además de versiones anteriores, Exchange ActiveSync y sincronización con un servidor web, incorpora un lector RSS y las clásicas funcionalidades del Samsung S5230.

## Especificaciones

### Plataforma
- GSM & EDGE 850/900/1800/1900 MHz
- Sistema Operativo: Propietario
- Interfaz de Usuario: TouchWiz 1.0
- WAP Navegador 2.0, basado en WebKit Open Source Project
- Java MIDP 2.0
- Bluetooth 2.1 y USB 2.0

### Tamaño
- Dimensiones: 107.5 x 52 x 13.2 mm
- Peso: 95.3g

### Pantalla
- 3.0" TFT LCD, 240 x 400 pixeles (WQVGA) Resolución 256K colores
- Pantalla Táctil Resistente
- Pantalla Full Touch

### Batería
- Li-ion 1000 mAh
- Más de 10 horas en conversación
- Más de 900 h en modo "standby"
- Long lasting battery

### Cámara
- 5.0 megapixeles
- Digital zoom 4x
- Múltiples Modos; Continuo/Mosaico/Único/Marco/Panorama/Disp. Sonrrisa
- Múltiples Efectos; Blanco y Negro, Sepia, Negativo, Acuarela

### Video
- MPEG4/H.263/H.264/WMV/3GP video player
- 15fps@QVGA video recording
- MP4
- 320x240 bit rate 399

### Música y Sonido
- Reproductor de música
- Formatos admitidos; MP3, AAC, AAC+, e-AAC+, WMA, AMR, WAV
- 3D Sound Technology (DNSe)
- Librería Musical
- Digital Rights Management(DRM): WMDRM (ILA) OMADRM1.0 OMADRM2.0 (operator dependent)

### Juegos y Entretenimiento
- Embedded Java games
- Embedded Wallpaper
- Pod Casting
- RSS Feeds
- Radio FM con RDS y además de poder grabar radio en vivo.

### Mensajería
- SMS/MMS
- Email (POP3/SMTP/IMAP4)
- Diccionario T9
- Teclado QWERTY en modo horizontal
- Acelerómetro
- Exchange Activesyng.

### Memoria
- Memoria interna de 78 Mb
- Expansible hasta 16 GB con microSD
- 2000 contactos
- 500 mensajes (200 entrada, 200 enviados, 50 outbox, 50 draft)

### Llamadas
- Altavoz
- Call time management
- Multiparty (Conference call)

## Contenido de la caja
Los contenidos incluidos en la caja son:
- Teléfono celular
- Protector de pantalla (opcional)
- Batería
- Cargador de batería
- Manos libres estándar
- Software de instalación
- Cable USB
- Manual de usuario